# Kapliczka Marii Panny Opiekunki w Ołomuńcu

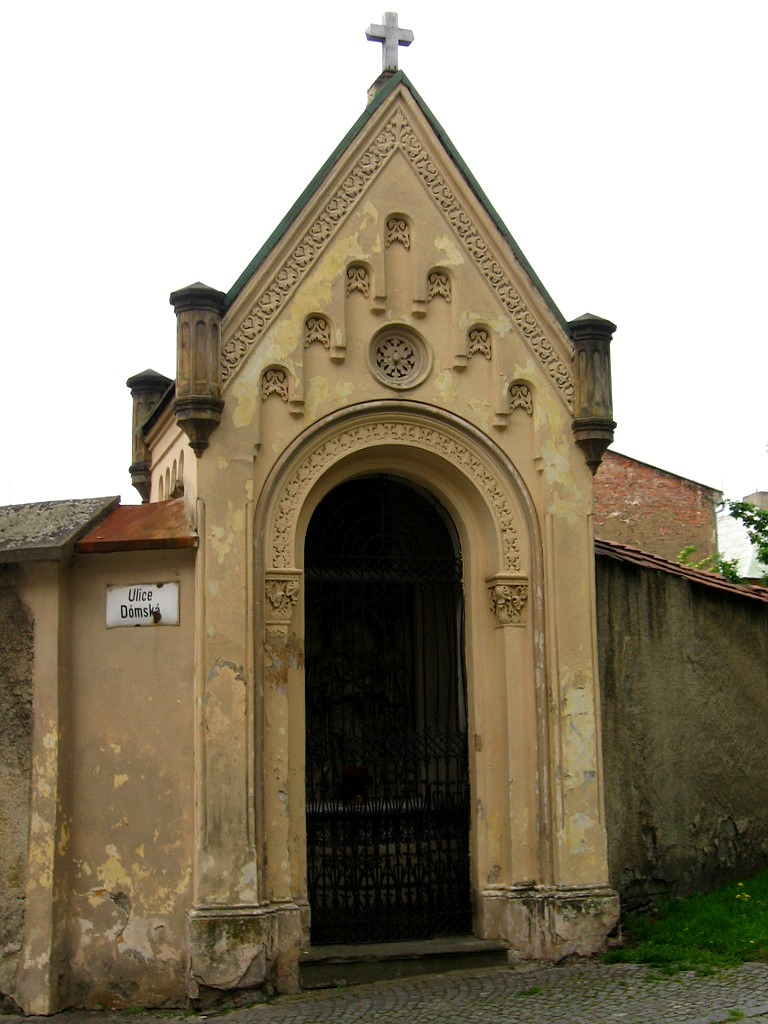
Kapliczka Marii Panny Opiekunki w Ołomuńcu

Kapliczka Marii Panny Opiekunki (cz. Kaple Panny Marie Opatrovnice)  – kapliczka na wzgórzu zamkowym w Ołomuńcu, na rogu ulic Dómskiej i Mlčochovej, na wprost placu Václavské náměstí. Znana jest także pod czeskimi nazwami Panny Marie Ochranitelky lub Madony Ochránkyně Olomouce.
Neoromańska, zbudowana w 1860 r. przez architekta Franza Kottasa na miejscu domu mieszkalnego, zburzonego w pierwszej połowie XIX w. Murowana na rzucie prostokąta, wtopiona pod kątem 45° w mur otaczający przyległą posesję. Za ozdobną kutą kratą kryje się niewielkie pomieszczenie z ołtarzykiem i gipsową kopią cennego gotyckiego reliefu z XV w., przedstawiającego postać Marii Panny z Dzieciątkiem. W górnej części, po obu jej stronach, znajdują się wyobrażenia dwóch aniołów. W dolnej części płaskorzeźby, pod rozchylonym płaszczem Marii Panny, widzimy szereg postaci ludzkich udających się pod jej opiekę. Po lewej stronie są to przedstawiciele stanu duchownego (papież, kardynał, biskup, zakonnicy i zakonnice), natomiast po prawej – przedstawiciele stanu świeckiego (cesarz, cesarzowa, król, szlachcic i mieszczanin). Po bokach reliefu znajdują się dwie nisze, przeznaczone pierwotnie na gotyckie rzeźby św. Piotra i św. Pawła.
Oryginał płaskorzeźby, pochodzący z nieistniejącego już kościoła Marii Panny na Przedzamczu, jak i obie wspomniane rzeźby, które pochodzą ze zburzonego kościoła św. Piotra na Przedzamczu, znajdują się od 1974 r. w pobliskiej katedrze św. Wacława.

## Galeria

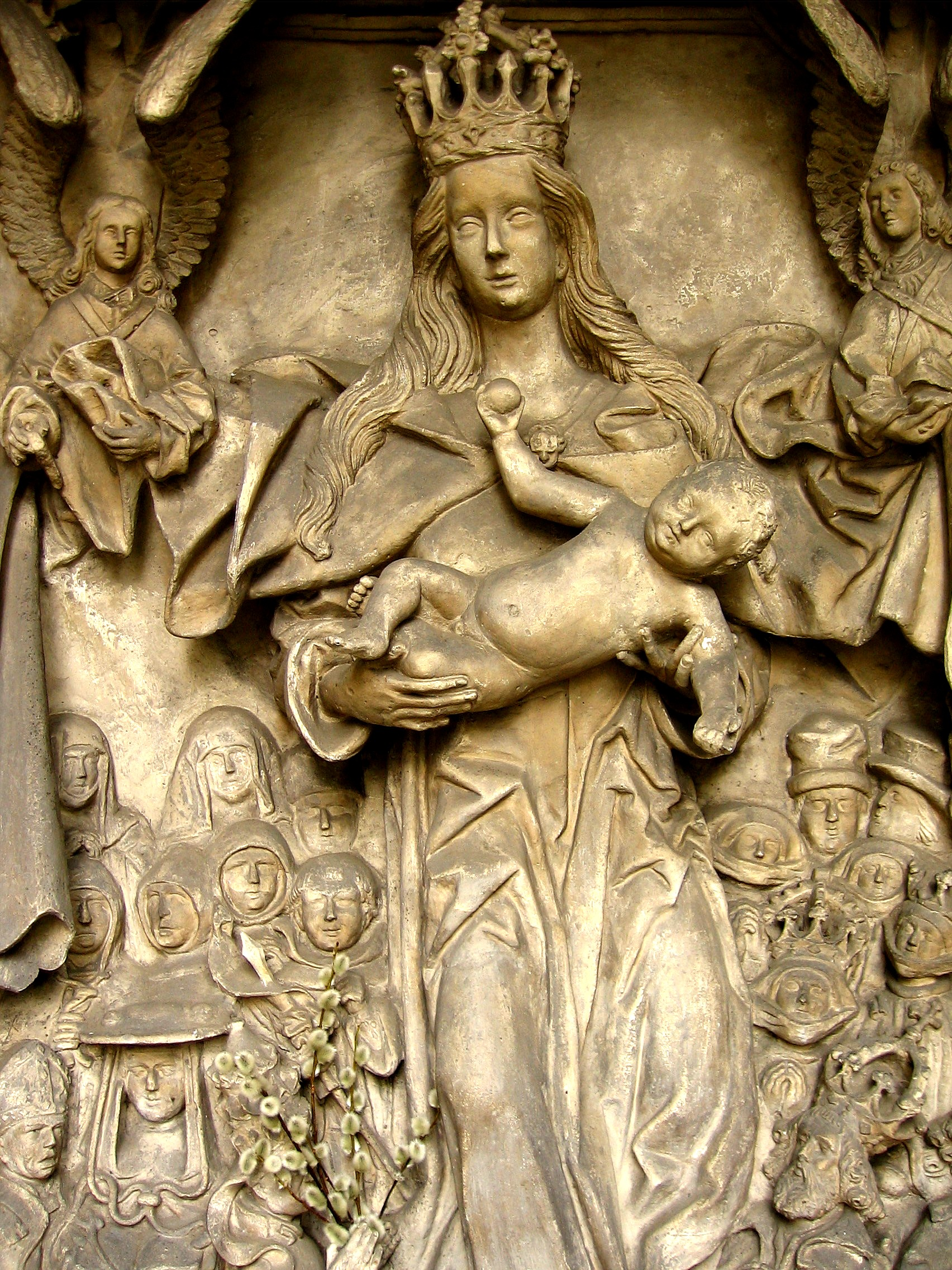
Gotycki relief Marii Panny Opiekunki
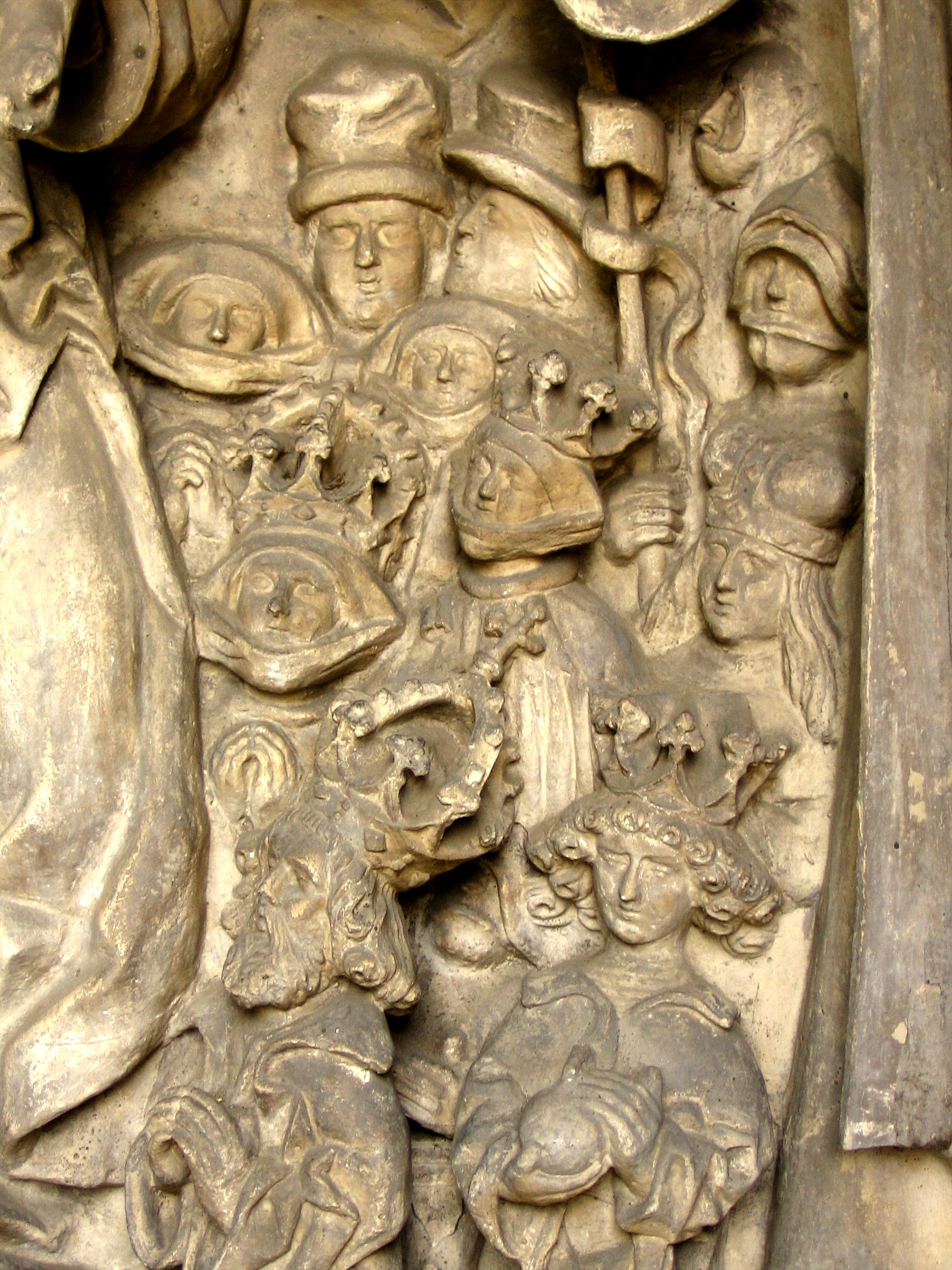
Detal reliefu: stan świecki
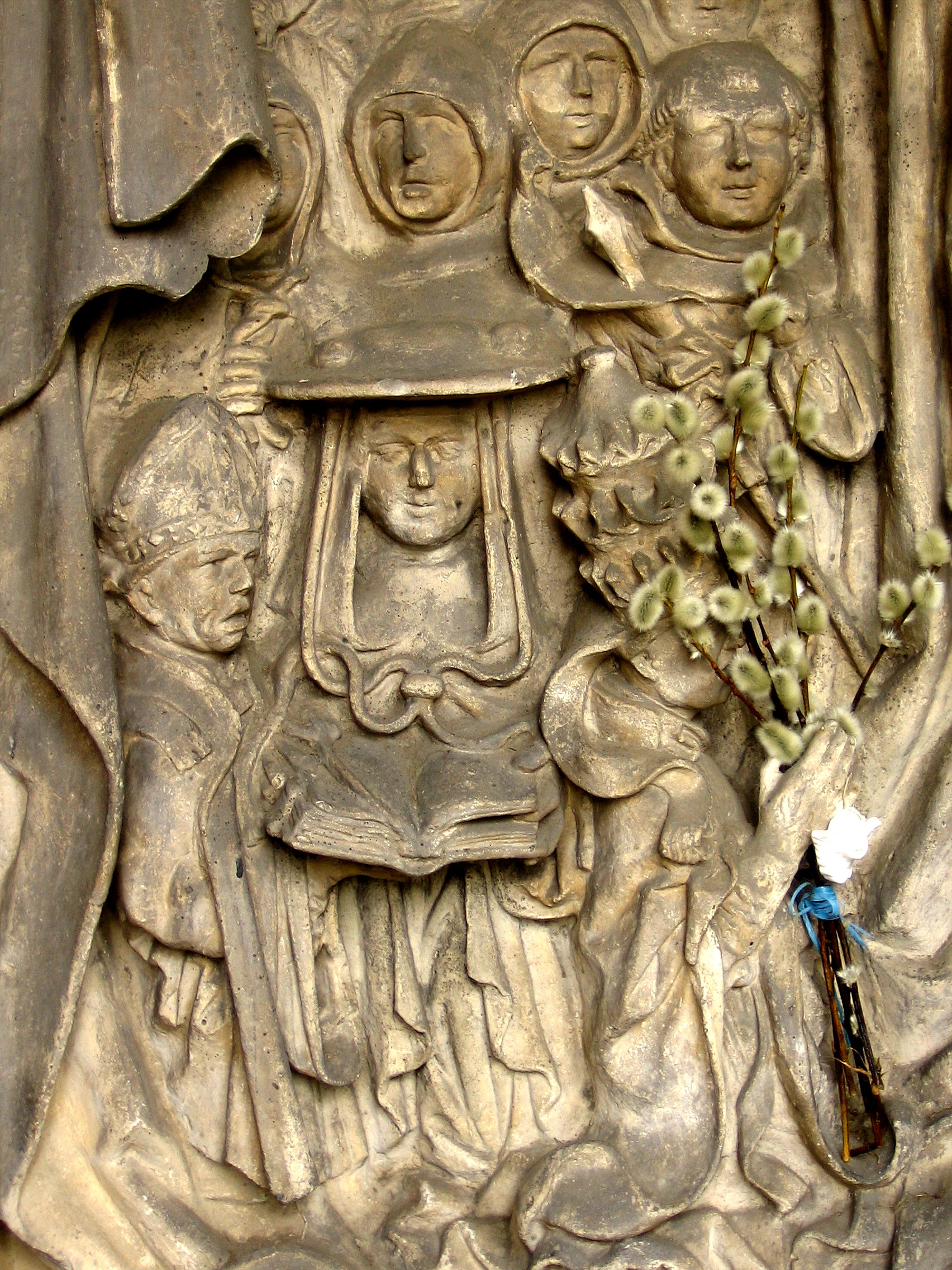
Detal reliefu: stan duchowny